# Nieve temprana (pintura)
Nieve temprana (en ruso: Ранний снег, romanizado: Ránniy sneg) es un cuadro del artista ruso Vasili Polénov (1844 — 1927), pintado en 1891. Se conserva en la Galería Tretiakov en Moscú (Inventario Zh-1217 (Ж-1217)). El cuadro mide 48 × 85 cm (según otros datos, 46,5 × 85 cm).

## Historia y descripción
El boceto del paisaje fue pintado por Polénov en 1890 en el pueblo de Beojovo (actual óblast de Tula), a orillas del río Oká, cuando nevaba a principios de septiembre. Fue poco antes de trasladarse a la finca vecina «Borok», que más tarde pasó a llamarse «Polénovo».
La composición del cuadro fue cuidadosamente pensada por el artista. En primer plano, árboles que aún no se han despojado de sus hojas otoñales, detrás de ellos la cinta del río que se aleja en la distancia. En el horizonte, un cielo azul grisáceo cubierto de nubes, las frías distancias de interminables extensiones. Detalles de las hojas de los árboles trabajados con precisión y gracia.
Según el testimonio del hijo del artista, Dmitri Vasílievich Polénov, en 1891 su padre escribió 8 copias del cuadro «Nieve temprana». Según algunos informes, el cuadro, que pertenecía a la Galería Tretiakov, fue regalado en 1955 a una delegación del teatro Comédie Française en París (probablemente por indicación directa de presidente del Consejo de Ministros de la URSS Nikita Jrushchov), y otra copia de autor del mismo cuadro, que anteriormente perteneció a Alexei Petrovich Langov, fue regalada en 1989 a la Galería Tretiakov por el coleccionista Grigory Pavlovich Beliakov — «Regalo de G. P. Beliakov — en memoria de su hijo — científico, profesor Boris Grigorievich Beliakov (1936—1989)».
Otro cuadro («Nieve temprana. Bejovo», 1891) estuvo en la colección de Fiódor Tereshchenko, que más tarde pasó a formar parte de la colección del Museo de Arte Ruso de Kiev en Ucrania. Otro cuadro con el mismo título se encuentra en el Museo de Arte de Yaroslavl en óblast de Yaroslavl, Rusia.

## Reseñas
Así lo escribió la historiadora del arte Eleanor Paston en su monografía sobre la obra de Vasili Polenov:

«La especial sensibilidad del artista hacia la vida de la naturaleza, el deseo de captar la sutil mutabilidad de su estado en momentos cruciales se dieron a conocer en sus paisajes de finales del siglo XIX - principios del XX y se manifestaron plenamente en el cuadro “Nieve temprana (1891)”. Según Polenov, lo vio “desde la ventana de su estudio en 1890: la nieve cayó de forma totalmente inesperada, cuando el bosque aún no se había despojado de su vestido otoñal y era todavía un auténtico “otoño dorado”. Al artista le impresionó el estado de congelación y estupor de la naturaleza, que aún conservaba el calor de los días otoñales, antes del frío repentino, que cubrió el suelo de nieve y detuvo el caudal del río (en ruso: Особенная чуткость художника к жизни природы, желание запечатлеть едва уловимую изменчивость её состояния в переломные моменты дали себя знать в его пейзажах конца XIX — начала XX века и в полной мере проявились в картине „Ранний снег“ (1891). По словам Поленова, он увидел «из окна своей мастерской в 1890 году: снег выпал совершенно неожиданно, когда лес еще не сбросил свой осенний убор и была еще настоящая „золотая осень“. Художника поразило состояние застылости, оцепенения природы, ещё хранящей теплоту осенних дней, перед неожиданно надвинувшимся холодом, покрывшим землю снегом и остановившим течение реки.)».